# Penstemon harbourii
Penstemon harbourii är en grobladsväxtart som beskrevs av Asa Gray. Penstemon harbourii ingår i släktet penstemoner, och familjen grobladsväxter. Inga underarter finns listade i Catalogue of Life.